# Simon Zoritj

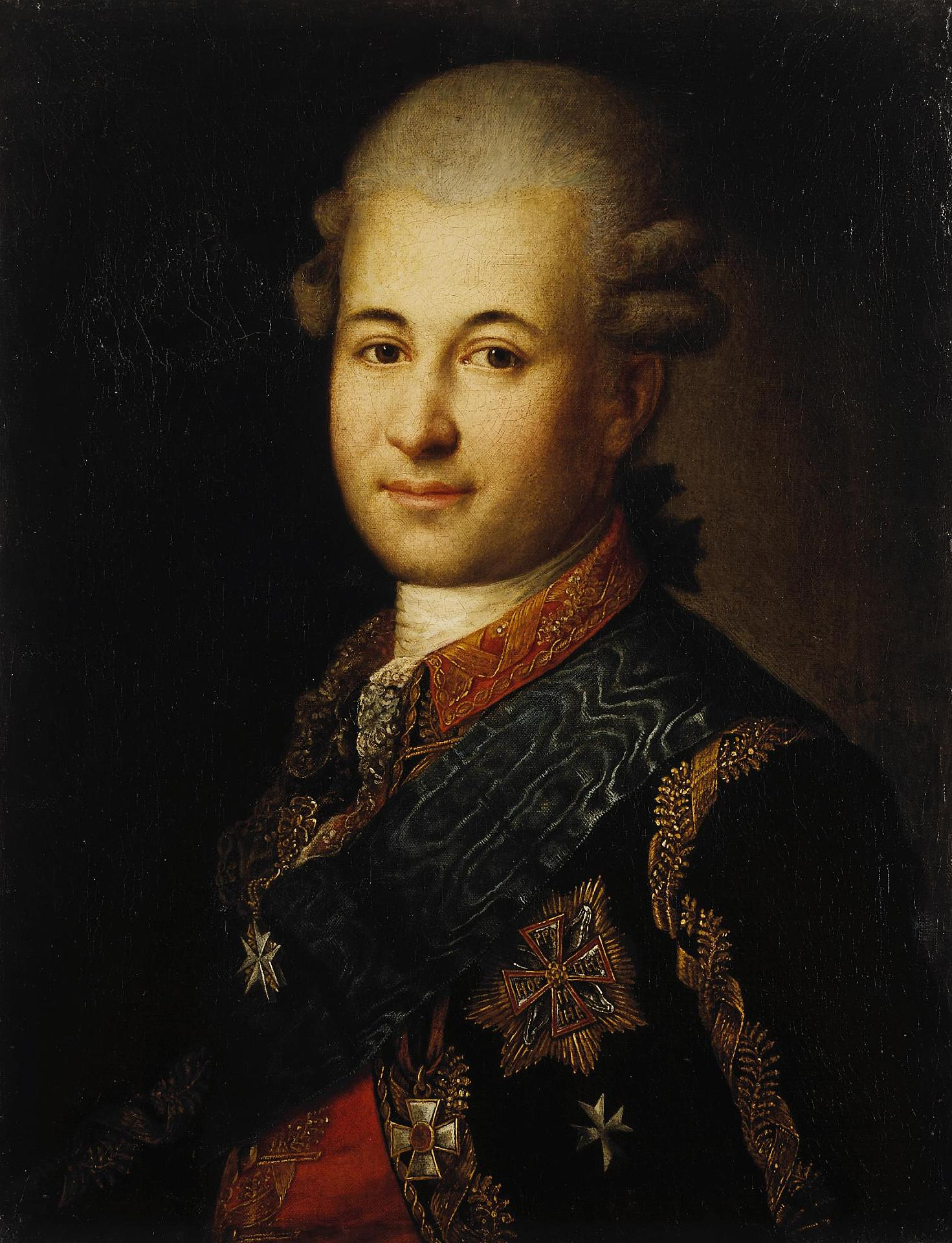
Simon Zoritj

Simon Gavrilovitj Zoritj, född 1745, död 1799, rysk gunstling från 1777 till 1778. 
Zoritj var en serbisk officer, husar, och adelsman (greve). Han hade gjort sig känd under sin tid som fånge hos turkarna. Zoritj presenterades för Katarina den Stora av Potemkin, utprovades av Praskovja Bruce och läkarundersöktes av den skotske hovläkaren Rogerson innan han utnämndes till generaladjutant och ersatte sedan Peter Zavadovskij som Katarinas älskare. 1777 organiserades också favoritens "flygeladjutanter", vilka först förekommit 1775 och var generaladjutantens ersättare i fortsättningen. Zoritj beskrivs som stilig och temperamentsfull. I maj 1778 presenterade Potemkin Katarina för hans ersättare, Ivan Rimskij-Korsakov, vilket fick Zoritj att utmana honom på duell, hota att döda sin ersättare, vägra att lämna hovet och öppet gräla med Katarina. Han tvingades till slut ge upp och fick kontanter och egendom med 7.000 livegna.